# Smogorzów (województwo opolskie)
Smogorzów (niem. Schmograu) – wieś w Polsce, położona w województwie opolskim, w powiecie namysłowskim, w gminie Namysłów.
W latach 1975–1998 miejscowość położona była w województwie opolskim.
Od 2016 r. we wsi działa Stowarzyszenie Nasz Smogorzów, badające historię miejscowości oraz prowadzące różnego rodzaju aktywności społeczne i artystyczne, które integrują społeczność lokalną..

## Nazwa
Według Heinricha Adamy’ego nazwa miejscowości pochodzi od polskiej nazwy „smoły” i wiąże ją z miejscem jej produkcji. Miejscowość składa się z dwóch polskich słów „smoła” oraz „grzać” i wiąże się z produkcją – warzeniem smoły. W swoim dziele o nazwach miejscowych na Śląsku wydanym w 1888 roku we Wrocławiu Adamy wymienia jako najstarszą zanotowaną nazwę miejscowości „Smogra”, podając jej znaczenie – Pechbrennerei – czyli po polsku „wypalanie, wytapianie smoły”.
W księdze łacińskiej Liber fundationis episcopatus Vratislaviensis (pol. Księga uposażeń biskupstwa wrocławskiego) spisanej za czasów biskupa Henryka z Wierzbna w latach 1295–1305 miejscowość wymieniona jest w zlatynizownej formie Smogrow villa, czyli wieś Smogrów oraz pod nazwą Smogorzowitz. W roku 1613 śląski regionalista i historyk Mikołaj Henel z Prudnika wymienił miejscowość w swoim dziele o geografii Śląska pt. Silesiographia podając jej łacińską nazwę: Sinegrovia.
| SIMC    | Nazwa  | Rodzaj     |
| ------- | ------ | ---------- |
| 0998435 | Zbytki | przysiółek |

## Zabytki
Do wojewódzkiego rejestru zabytków wpisany jest kościół parafialny pod wezwaniem św. Jana Chrzciciela, neogotycki, wybudowany w latach 1859–1862, po spaleniu w 1854 r. poprzedniego drewnianego kościoła. Zaprojektowany został przez architekta Alexisa Langera, uważany jest za jedno z neogotyckich dzieł architektonicznych na Śląsku.